# 房晷
房晷（？—？），清河郡清县（今山东省聊城市东昌府区）人，五胡十六国时期后凉、北凉官员。

## 生平
房晷仕于后凉吕光，为侍中。397年，建康郡太守段业与房晷、仆射王详关系不融洽，经常恐惧不安，他同意了沮渠男成的请求。自任大都督、龙骧大将军、凉州牧、建康公，改年号为神玺，建立北凉政权。400年，大司马吕弘叛乱，进攻后凉国君吕纂。吕纂派将回击，吕弘也逃走。吕纂纵容士兵在城中抢掠，把东苑中的妇女包括吕弘的妻女全部赏赐给军卒们。吕纂笑着对群臣说：“今日之战怎么样？”侍中房晷回答：“天降灾祸给凉国，所以灾祸才频繁降临。先帝刚刚去世，隐王便被废黜；先帝刚刚安葬，大司马发动兵变；京师血流不止，兄弟间白刃相接。虽是吕弘自取灭亡，但陛下也没有兄弟之情。陛下应该反省自责，向百姓致歉。现在反而纵容士兵大肆杀掠，囚禁侮辱官员妇女。祸患是吕弘引起，百姓有什么罪过！吕弘的妻子，是陛下的弟媳，吕弘的女儿，是陛下的侄女，怎能使她们被无赖小人作为婢女侍妾侮辱呢！天地神明，岂会忍心见到此事！”于是，他泪流满面，抽泣不止。吕纂动容表示歉意。把吕弘的妻女召回，安置东宫，优厚抚慰她们。401年，沮渠蒙逊杀死段业，自任大都督、大将军、凉州牧、张掖公，改年号为永安。命房晷、梁中庸为左右长史，张骘、谢正礼为左右司马。

## 家庭

### 子女
- 房恩成，北凉吏部郎中、湟河郡太守，娶河东裴敏之女[1]